# Албанське князівство (середньовіччя)
Албанське князівство (алб. Principata e Arbërisë) — албанське князівство під керівництвом албанської династії Топії. Одним з перших відомих правителів був Танусіо Топія, який був графом Маті з 1328 року. Князівство двічі переходило з рук в руки династії Топії та династії Бальші до 1392 року, коли Дураццо був анексований Венеційською республікою.

## Історія
Одним із перших відомих правителів роду Топіїв був Танусіо Топіа; він згадується в 1329 році як один із графів Албанії. В акті неаполітанського короля Роберта від 15 квітня 1338, Танусіо згадується як граф Матіа (conte di Matia). Це ще раз підтвердило відносини Топії з Анжуйцями з часів Філіпа I Тарентського. До 1340 року Топія контролювала більшу частину території між річками Мат та Шкумбіні. Після повстання проти сербів, Топія разом із родиною Музака погодилися визнати сюзеренітет анжуйців. Однак, за винятком Андреа Музаки, який переміг сербів у битві в горах Перістері, не було зроблено жодних дій для реалізації договору з анжуйцями.
До 1343 року сербський король Стефан Душан завоював майже всю Албанію, за винятком Дураццо, який був захищений  під командуванням Танусіо.
Після смерті Стефана Душана в 1355 році, родина Топія повернула свої володіння і правила більшою частиною Центральної Албанії. У 1358 році Карло повстав проти правління анжуйців і зміг витіснити їх до Дураццо з Епіру та Албанії. Воно переважало з 1358 по 1368 рік у віддалених частинах центральної Албанії і називалося Princeps Albaniae.
У 1362 році Карло намагався захопити місто Дураццо, що належало герцогині Йоганні Анжуйській. Протягом року тривала невдала облога, але через епідемію Топії змушений був відкликати свої війська. Лише у 1367 році Карло зумів завоювати місто з мовчазної згоди венеційців та зробив його своєю резиденцією та важливим портом.
У 1368 році Карло отримав контроль над Дураццо, де анжуйці трималися через зменшення розмірів королівства. Ця подія призвела до розпаду Албанського королівства.
Балша II зробив четверту спробу завоювати Дураццо, важливий торговий і стратегічний центр, яким правив суперник Карл Топія. У 1382 році Балша II почав війну і захопив Дуррес. У 1385 році переможений Карл Топія звернувся до Мурада I за підтримкою проти своїх суперників, дому Бальшичів князівства Зета. Це було еквівалентом запрошення Османської імперії до Албанії, щоб допомогти їй перемогти своїх суперників з роду Балшичів.
Ця спроба призвела до того, що османські війська на чолі з Хайреддіном-пашою швидко пройшли до Албанії вздовж Віа-Егнатії. Османські війська розгромили Балшу, завдавши важких поразок силам Балші II. Сам Балша II загинув у великій битві на Саврійському полі (серб. Saurijsko Polje) поблизу Лушнє (битва при Саврі) у 1385 році, що поклало кінець правлінню родини Бальші над Дураццо. У 1392 році Дураццо підпало під Венеційську республіку.
Після смерті Герджа Нікета Топія був наступним правителем, а також останнім. Після смерті Баязида (1402) багато албанських володарів визнали венеційську владу, наприклад Нікета, Джон Кастріоті та Коя Захарія.  Венеційці були зацікавлені в тому, щоб мати якусь буферну зону між ними та наступаючою османською армією. Нікета продовжував бути правителем Крує до 1415 року, коли воно потрапило під Османську імперію.

## Монархи
| Принц                          | Царювання      | Примітки |
| ------------------------------ | -------------- | --- |
| Танусіо Топія                  | 1328-1338 роки | - був визнаний графом Матіа . |
| Андреа I Топія                 | 1338-1343 роки | - після смерті Танусія успадкував графство Мат. - Андреа став зятем неаполітанського короля Роберта Анжуйського без його згоди. Це повинно врешті коштувати йому голови. Роберт відправив свою біологічну дочку Фіаметту, яку він обіцяв стати дружиною потентату в Мореї, через Дуррес до Греції . В албанському портовому місті вона зустріла Андреа Топію, вони закохалися й одружилися. У шлюбі народилося двоє синів, Джордж Топія та Карл Топія. Однак король Роберт не змирився з порушенням своєї волі до правління. Він запросив подружжя до Неаполя під приводом того, що бажає примиритися з ними, і наказав їх там стратити.                           |
| Карл Топія princeps Albanese   | 1358–1383      | - У 1358 році Карл повстав проти правління анжуйців і зумів витіснити їх з Дурреса з Епіру та Албанії. Він правив більшою частиною сучасної центральної Албанії з 1358 по 1388 рік і претендував на титул принцепса Албанії . - У 1368 році Карл отримав контроль над Дурресом, де Анжуйці трималися через зменшення розмірів королівства. Карл втратив Дуррес у 1376 році, завойований Людовіком Наваррським, але повернув його у 1383 році, коли останні найманці Наварської компанії перемістилися до Греції. - Топія панувала над регіонами Дуррес, Круя, Пекін, Ельбасан, Мокра та Гора, тобто вздовж обох боків Віа Егнатії аж на схід до Охридського озера. |
| Балша II Балшич герцог Дураццо | 1383–1385      | - був членом родини Бальшичів - Йому вдалося розширити свої кордони на південь, завдавши поразки албанському князю Карлу Топію. - загинув у битві при Саврі |
| Карл Топія                     | 1385-1388 роки | - за сприяння османів йому вдалося перемогти свого суперника Бальшу II, таким чином повернувши собі трон як васала Османської імперії. - після 3 років подальшого правління помер у 1388 році. |
| Джієржі Топія                  | 1388–1392      | - син Карла Топія. Він став наступником свого батька після його смерті. |
| Нікета Топія                   | 1392–1394      | - Під час його першого правління його правління тривало 2 роки |
| Константин Балшич              | 1394–1402      | - Він правив до своєї смерті в 1402 році, його наступницею стала Гелена Топія |
| Олени Топія                    | 1402–1403      | - Через рік Нікета зумів об'єднати своє царство з Оленою, таким чином змінивши її |
| Нікета Топія                   | 1403-1415      | - У 1403 році Нікета Топія зумів захопити місто Круя у своєї сестри, Олени Топії, таким чином об'єднавши князівство, яке раніше належало іншому члену сім'ї Топія - Після його смерті в 1415 році замок Круя потрапив до рук османів. |